# Koča Giovanni in Olinto Marinelli
Koča (italijansko Rifugio) Giovanni in Olinto Marinelli (2.120 m) je planinska postojanka v osrednjem delu Karnijskih Alp, ob južnem vznožju Cogliansa (nemško Hohe Warte), najvišje gore Karnijcev.
Koča stoji na sedlu Morarêt med vrhovoma Pic Chiadinom in Florizom. Prvotna stavba je bila tod zgrajena že leta 1901, sprva poimenovana po geologu in predsedniku furlanskega planinskega društva (SAF) Giovanniju Marinelliju, kasneje se je poimenovanju koče pridružil še njegov sin Olinto Marinelli, prav tako predsednik SAF, v spomin na plodno delovanje planinskega društva v 50. letih 20. stoletja.
Koča premore 50 ležišč, odprta je v poletnem času od junija do septembra, upravlja jo furlansko planinsko društvo, videmska sekcija italijanskega planinskega društva CAI. Poleg koče se nahaja terasa z razgledom na bližnji Coglians, južno ostenje Crete della Chianevate (Kellerspitzen), vzhodni del Karnijcev, vse do Julijskih Alp.
Koča je dostopna od zahodne strani po lahki označeni poti od Koče Tolazzi (1.350 m, dolina Val di Bos, občina Forni Avoltri) mimo planine Morarêt (1h 45'), nekoliko zahtevnejša je vzhodna pot, ki vodi do koče s cestnega mejnega prelaza Plöckenpass / Passo di Monte Croce Carnico (1.360 m, 2h 30'), oz. kraja Timau (občina Paluzza). Postojanka je glavno izhodišče južnih pristopov na Coglians (2h 30'), zanimiv je tudi vzpon preko Floriza (2.184 m) na Monte Crostis (2.250 m).